# Quilombo (Santos)
Quilombo é um bairro localizado na parte continental da cidade de Santos. É o mais extenso da cidade e um dos menos habitados. Abrange o Vale do Quilombo, uma área de 20 quilômetros quadrados que reúne espécies raras da mata atlântica, muitas árvores frutíferas, uma diversificada fauna de animais de grande e pequeno porte, rios com águas cristalinas e algumas ruínas históricas. Durante o Regime Militar, foi cogitada a construção de um distrito industrial no local, contíguo ao de Cubatão, porém, os graves acontecimentos daquela cidade, que nos anos 1980 passou a ser conhecida internacionalmente como "Vale da Morte" e a pressão dos ambientalistas e moradores da região, fizeram com que o projeto fosse abortado.
Sua área fica compreendida entre a cumeada da Serra do Morrão, nos limites com os municípios de Cubatão e Santo André (ao norte), com Mogi das Cruzes (ao norte e leste), e Bertioga (a sudeste), a cumeada da Serra do Quilombo (ao sul) e o Estuário de Santos (a oeste), tendo ao centro o Vale do Rio Quilombo. Compreende, além do vale, a face sul da Serra do Morrão, a face norte da Serra do Quilombo e uma pequena área do município localizada já no planalto na qual se localiza o ponto mais alto de Santos, a 1.136 m de altitude, próximo à nascente do Rio Itatinga.
É cortado pela Rodovia Cônego Domênico Rangoni (SP-55 ou BR-101).
Tem a desvantagem de ficar próximo à área industrial de Cubatão, mais especificamente da área ocupada pela Companhia Siderúrgica Paulista – COSIPA, tendo como pior inimiga a poluição trazida especialmente pelos ventos vindo de noroeste. No lado oposto das elevações da Serra do Morrão, no planalto, localiza-se o distrito de Paranapiacaba, em Santo André, e sua vila ferroviária que hoje é importante ponto turístico da Grande São Paulo.